# 三鶯龍窯橋
三鶯龍窯橋又稱三鶯景觀橋，是位於臺灣新北市鶯歌區的行人、單車專用的景觀橋，跨越大漢溪，連結新北市與桃園市單車路網，於2013年啟用。仿鶯歌龍窯橋體為龍身造型，橋全長85公尺。

## 簡介
三鶯龍窯橋是「淡水河流域跨河 休憩景觀橋三環三線」計畫中的5座行人、單車使用的景觀橋之一，並且配合光雕夜間打燈，成為繼陽光橋之後，新北市第二座人行、單車景觀橋。2012年3月12日開工，2013年1月12日啟用。。仿鶯歌龍窯造型，橋體為祥龍獻瑞的龍身，橋的設計概念為「風乘雲，龍吐珠，光成影，陸相連」，全長85公尺，橋寬與高度皆是3.5公尺，隧道內有木雕文字記錄鶯歌二百年以來的歷史。工程費用新台幣六千萬元。
三鶯龍窯橋除了串連新北市與桃園市的單車路網以外，另外附近也有陶瓷博物館、鶯歌老街、三鶯之心空間藝術特區、三鶯藝術村、客家園區等景點。
啟用典禮當天新北市市長朱立倫與鳳鳴國小102位屬蛇的單車騎士一同過橋。三鶯龍窯橋啟用後，有民眾表示橋身造型不像龍反倒像蠶寶寶。